# 필름 이 베스트
필름 이 베스트(스웨덴어: Film i Väst)는 스웨덴의 영화 제작사이다. 1992년 설립되었다.